# Erik Nørreby
Erik Nørreby (født 19. april 1961 i Esbjerg) er en dansk ejendomsmægler og politiker, der fra 2006 til 2017 var borgmester i Fanø Kommune, valgt for Venstre.
Nørreby er HHX-student fra Esbjerg Handelsskole og efterfølgende cand.merc. i finansiering fra Handelshøjskolen i Århus i 1989. Sideløbende gennemførte han uddannelsen til ejendomsmægler.
Han blev medlem af Fanø Kommunalbestyrelse i 1989 og har siddet siden.